# 1973 a filmművészetben

## Események
- március 27. – A Keresztapa című filmért kitüntetett Marlon Brando az Oscar-díj átvételére a színpadra maga helyett egy indián nőt küld.
- október – Megjelenik az NDK filmkritikai orgánuma, a Film und Fernsehen folyóirat.

## Sikerfilmek
Észak-Amerika
1. Az ördögűző – rendező William Friedkin
2. Élni és halni hagyni – rendező Guy Hamilton
3. Papírhold – rendező Peter Bogdanovich
4. Utolsó tangó Párizsban – rendező Bernardo Bertolucci
5. Jézus Krisztus szupersztár – rendező Norman Jewison
6. The World's Greatest Athlete – rendező Robert Scheerer
7. A rock nagy évtizede – rendező George Lucas, főszereplő Richard Dreyfuss, Ron Howard és Harrison Ford
8. Ilyenek voltunk – rendező Sydney Pollack
9. A nagy balhé – rendező George Roy Hill
10. Pillangó – rendező Franklin J. Schaffner
11. A Magnum ereje – rendező Ted Post
12. Serpico – rendező Sidney Lumet
13. Hétalvó – rendező Woody Allen

## Magyar filmek
- Álljon meg a menet! – rendező Gyarmathy Lívia
- Ártatlan gyilkosok – rendező Várkonyi Zoltán
- Ça ira – rendező Kovásznai György
- Csínom Palkó – rendező Keleti Márton
- Dózsa népe – rendező András Ferenc
- Fotográfia – rendező Zolnay Pál
- Gyakorlatok – rendező Szomjas György
- Harmadik nekifutás – rendező Bacsó Péter
- Hét tonna dollár – rendező Hintsch György
- János vitéz – rendező Jankovics Marcell
- Kakuk Marci – rendező Révész György
- Ki van a tojásban? – rendező Szalkay Sándor
- Kincskereső kisködmön – rendező Szemes Mihály
- Egy kis hely a nap alatt – rendező Szász Péter
- Lila ákác – rendező Székely István
- A locsolókocsi – rendező Kézdi-Kovács Zsolt
- Lányarcok tükörben – rendező Bán Róbert
- A magyar ugaron – rendező Kovács András
- Nincs idő – rendező Kósa Ferenc
- Petőfi ’73 – rendező Kardos Ferenc
- Plusz-mínusz egy nap – rendező Fábri Zoltán
- Régi idők focija – rendező Sándor Pál
- Soós Imre – rendező Sándor Pál
- Egy srác fehér lovon – rendező Palásthy György
- Szabad lélegzet – rendező Mészáros Márta
- A szerelem hétköznapjai – rendező Zsurzs Éva
- A törökfejes kopja – rendező Zsurzs Éva
- Tűzoltó utca 25. – rendező Szabó István

## Díjak, fesztiválok
Oscar-díj (március 27.)
- Film: A Keresztapa
- Rendező: Bob Fosse – Kabaré
- Férfi főszereplő: Marlon Brando – A Keresztapa
- Női főszereplő – Liza Minnelli – Kabaré
- Külföldi film: A burzsoázia diszkrét bája

1973-as cannes-i filmfesztivál
Velencei Nemzetközi Filmfesztivál
1969–1978 között nem adtak ki díjakat
Berlini Nemzetközi Filmfesztivál (június 22.–július 3.)
- Arany Medve: Távoli mennydörgés – rendező Satyajit Ray
- Ezüst Medve: A hét bolond forradalma – Leopolde Torre Nilson és Magas szőke férfi felemás cipőben – Yves Robert

## Születések
- február 17. – Ónodi Eszter, színésznő
- április 16. – Schell Judit, színésznő
- szeptember 4. – Jason David Frank színész
- szeptember 7. – Fullajtár Andrea, színésznő
- október 3. – Neve Campbell, színésznő

## Halálozások
- január 26. – Edward G Robinson, színész
- február 15. – Tim Holt, színész
- február 22. – Katína Paxinú, színésznő
- március 10. – Robert Siodmak, rendező
- április 26. – Irene Ryan, színésznő
- május 11. – Lex Barker, színész
- május 29. – P. Ramlee, színész
- június 20. – Keleti Márton, filmrendező
- június 23. – Fay Holden, színésznő
- július 2. – Betty Grable, színésznő
- július 7. – Veronica Lake, színésznő
- július 11. – Robert Ryan, színész
- július 12. – Lon Chaney Jr, színész
- július 18. – Jack Hawkins, színész
- július 20. – Bruce Lee, színész
- augusztus 16. – Vida Ann Borg, színésznő
- augusztus 31. – John Ford, amerikai rendező
- szeptember 13. – Betty Field, színésznő
- szeptember 21. – Diana Sands, színésznő
- szeptember 26. – Anna Magnani, színésznő
- október 16. – Gene Krupa, színész
- november 23. – Sessue Hayakawa, színész
- november 23. – Claire Dodd, színésznő
- november 23. – Constance Talmadge, színésznő
- november 25. – Laurence Harvey, színész
- december 26. – William Haines, színész

## Filmbemutatók
- Akció az elnök ellen – rendező David Miller
- Alvin Purple – rendező Tim Burstall
- Amarcord – rendező Federico Fellini
- Amerikai éjszaka – rendező François Truffaut
- Andy Warhol – Frankenstein – főszereplő Joe Dallesandro és Udo Kier, rendező Paul Morrissey és Antonio Margheriti
- Bang the Drum Slowly – rendező John D. Hancock
- Charley Varrick – rendező Don Siegel
- Electra Glide in Blue – rendező James William Guercio
- Az Észak császára – rendező Robert Aldrich
- Godzilla vs. Megalon – rendező Jun Fukuda
- Harc a majmok bolygójáért – rendező J. Lee Thompson
- A három testőr, avagy a királyné gyémántjai – főszereplő Michael York, Oliver Reed, Frank Finlay és Richard Chamberlain, rendező Richard Lester
- The Hireling – rendező Alan Bridges
- Ilyenek voltunk – rendező Sydney Pollack
- Jeremy – rendező Arthur Barron
- Madárijesztő – rendező Jerry Schatzberg
- Malac a pácban – rendező Charles A. Nichols
- Mentsd meg a tigrist! – rendező John G. Avildsen
- A nagy balhé – főszereplő Paul Newman, Robert Redford és Robert Shaw
- A nagy zabálás – főszereplő Marcello Mastroianni, Ugo Tognazzi, Philippe Noiret, Michel Piccoli és Andréa Ferréol, rendező Marco Ferreri
- Az ördögűző – rendező William Friedkin
- Pillangó – főszereplő Steve McQueen és Dustin Hoffman, rendező Franklin J. Schaffner
- Robin Hood – rendező Wolfgang Reitherman
- A Sakál napja – rendező Fred Zinnemann
- A Sárkány közbelép – főszereplő Bruce Lee
- Serpico – főszereplő Al Pacino
- Shakespeare-i gyilkosságok – főszereplő Vincent Price, Diana Rigg
- Sokkos kezelés – főszereplő Alain Delon és Annie Girardot, rendező Alain Jessua
- Távoli mennydörgés – rendező Satyajit Ray
- Zöld szója – rendező Richard Fleischer
- Walking Tall – rendező Phil Karlson